# 横田和彦
横田 和彦（よこた かずひこ、1964年6月22日 - ）は、日本の工学者。青山学院大学教授。専門は航空宇宙工学・流体工学。

## 略歴
- 1964年：兵庫県明石市生まれ
- 1988年：東京大学工学部航空工学科卒業
- 1990年：東京大学大学院工学系研究科航空工学専攻修士課程修了
- 1993年：東京大学大学院工学系研究科航空宇宙工学専攻博士課程修了
- 1993年：博士（工学），航空宇宙工学
- 1993年：大阪大学基礎工学部機械工学科助手
- 2001年：名古屋工業大学工学部機械工学科助教授
- 2009年：名古屋工業大学工学部機械工学科教授
- 2010年：青山学院大学理工学部教授

## 現在の専門
- 航空宇宙工学(aeronautics and astronautics)
- 航空宇宙原動機学(aeronautical and astronautical engines)
- 航空宇宙推進学(aeronautical and astronautical propulsion)
- 実験流体工学(experimental fluids engineering)
- 数値流体工学(computational fluids engineering)
- 理論流体工学(theoretical fluids engineering)
- 高速空気力学(high speed aerodynamics)
- ターボ機械学(turbomachinery)
- 流体機械学(fluids machinery)
- 流体機器学(fluids devices)

## 人物

### 趣味・好きな物
- 研究
- 子育て
- 天下一品
- コーラ

### 長所
- あらゆることについて思考出来る
- 潔癖性
- 陽気・楽天的
- 喜怒哀楽が激しく, 人生が楽しい

### 短所
- あらゆることについて思考してしまう
- 潔癖性の為, 融通が利かない
- 暢気・呑気
- 喜怒哀楽が激しく, 身体と精神が疲れがち

### 得意
- 思考
- スキー, スケート, サッカー, 野球は人並み以上
- 料理

　※最近は, いずれも加齢に伴う劣化が激しい

### 座右の銘
- 科学的であれ

　　※森羅万象は科学の対象です．

　　※この世で科学が扱えないものはありません．

　　※科学は未来永劫, 未熟（未完）です．
- 面白き 事も無き世を 面白く, 住み為すものは 心也けり

　　※研究・仕事・人生が楽しいかどうかは心がけ次第です．
- 好きこそものの上手なれ

　　※上手になりたかったら好きになりましょう．
- 人事を尽くして天命を待つ

　　※未だ人事の及ばない事は多々あります．